# Руслова ВЕЦ
Малката руслова ВЕЦ или Руслова ВЕЦ е „Нисконапорна руслова водноелектрическа централа на течащи води“. Обстоятелство, специфично за този вид централи е използването на естествения режим на водоизточника, без да се използва предварително акумулиран воден обем. Това са т.нар. водноелектрически централи на течащи води. ВЕЦ от руслов тип се изграждат в коритото на реката.

## Основни характеристики на Руслова ВЕЦ
- Съоръженията „Сградоцентрала“ и подобектите „масивен яз, енергогасител, изтичало, предпазна земна дига и рибен проход“ са част от водоподпорното съоръжение.
- Липсват засушени участъци от реката преди и след русловия ВЕЦ
- Завиреният обем над яза няма регулиращи възможности и централите работят на естествената проточност /без горен изравнител/, която постъпва към МВЕЦ от реката, поддържайки постоянно горно работно водно ниво /ГРВН/.
- Гарантира се безопасна експлоатация /съвременна противофилтрационна защита/, добро екологично състояние /естествена проточност/ и благоприятно визуално въздействие /постоянно ГРВН/ на централите в съществуващия ландшафт. Не се променя естествения режим на речния отток и по този начин работата на централите не оказва негативно влияние върху водния баланс.
- Присъединява се към електропреносната мрежа в „паралел с енергийната система“ или за „островна експлоатация“ като е стабилизиращ фактор за същата генерирайки „базова енергия“ /енергия покриваща основната част от денонощната товарова диаграма/.
- Съвместимо използване на водния потенциал чрез комплексно задоволяване на потребностите от вода на потребители /питейно-битово и промишлено водоснабдяване, напоителни системи/ и на водоползуватели, като енергодобив /използва се кинетичната енергия на водата без да се потребява/, воден транспорт и рибовъдство.
- Използва се нисконапорно турбинно оборудване с двойно регулиране тип „Каплан“ оползотворяващо енергийния потенциал на „средното течение“ на реките при променливо водно количество в широки граници.

## Характеристики на генериращите мощности
Малките руслови ВЕЦ се изграждат в руслото на реката и са оборудвани с реактивни турбини тип Каплан. Единичната мощност на всяка турбина може да достигне до 50 МW. Принципно реактивните турбини работят ефективно с водни количества, променящи се в много широк диапазон, което ги прави подходящи за реки и канали с непостоянен воден отток.
Друга разновидност на Каплановите турбини, които намират широко приложение при малките руслови ВЕЦ са Булб турбините: двойно-регулиращи Каплан турбини, при които турбина и генератора са вградени в един общ корпус наречен „Булб“. Това конструктивно обстоятелство значително повишава коефициента на полезно действие на хидроенергийното съоръжение. Иновативна е и технологията на изграждането на ВЕЦ от руслов тип с „Подвижна Булб турбина“.

## Възможности за автоматизация на турбините
Съвременните турбини за малки ВЕЦ се характеризират с възможности за ръчен и автоматичен режим на работа. Обикновено ръчното управление се използва само в случаи на тестови и аварийни операции. През останалото време управлението е напълно автоматизирано, независимо от това дали турбината работи в паралелен режим към енергийната мрежа или в изолирана енергийна система. Автоматизацията се осъществява на базата на заложен алгоритъм в контролер. Чрез него автоматично се контролира отварянето и затварянето на турбината и затварящия орган, както и времето, необходимо за двете операции. Освен това системата регулира позицията на отваряне, управлява хидроагрегата по ниво и налягане, упражнява температурен контрол и защита на хидроагрегата и генератора.
Функциите, свързани със защита на хидроенергийното оборудване, включват и самодиагностика на системата при пуск и в случай на авария. Някои от най-съвременните системи за автоматизация, предлагат и варианти за разрешаване на възникналите технически проблеми. В експлоатационен аспект те работят с висока използваемост годишно – почти непрекъснато.

## Предимства и недостатъци на малките ВЕЦ
Малките ВЕЦ могат да се изградят на течащи води, на питейни водопроводи, към стените на язовирите, както и на някои напоителни канали в хидромелиоративната система. Подходящи са за отдалечени от електрическата мрежа потребители и се вписват добре в околната среда, без да нарушават екологичното равновесие. Освен това, сравнително лесно се присъединяват към енергийната мрежа. Характерно за този вид иновативни Хидроенергийни системи е, че те допълнително аерират водата.
Като техен недостатък се посочва силната им зависимост от валежите, тъй като в схемите на малките ВЕЦ по правило не се предвиждат изравнителни водохранилища. Вследствие на това имат ниска степен на оползотворяване на оттока (до 60%). Не на последно място, енергопроизводството им трябва да се съобразява с напоителния или водоснабдителния график, когато са изградени в такива системи.

## Състояние на сектора в България
Малките руслови ВЕЦ на течащи води са широко разпространени в чужбина и доста по-слабо разпространени в България. Един от добрите примери за устойчиво развитие, на база публично-частно партньорство е Проект Среден Искър: проект развиван от дружеството ПВБ ПАУЪР БЪЛГАРИЯ АД
Съгласно данни на Министерството на околната среда и водите (МОСВ) на територията на страната има 52 комплексни и значими язовири, а малките руслови водноелектрически централи (МВЕЦ) са около 200. Инсталираните мощности за производство на електрическа енергия от малки ВЕЦ достигат 603.8 GWh годишно.

### Потенциал на развитие на бранша
В редица експертни анализи се посочва, че в страната ни съществуват около седемстотин места с технологични възможности за изграждане на малки ВЕЦ на течащи води. Голяма част от тях са разположени на планински реки, където водните количества са по-големи и постоянни през годините, въпреки по-ниския напор на водата. Подходящи места предоставят и около сто водоснабдителни язовира за изграждането на подязовирни ВЕЦ. Като най-атрактивни, обаче, се посочват малките ВЕЦ, разположени на деривационни системи. Мотивът е, че когато съответната система е водоснабдителна, се осигурява постоянно водно количество и фиксирана часова използваемост.
Водата остава сред най-използваните възобновяеми енергийни източници (ВЕИ) в България. Според съществуващите данни годишно на жител се падат между 1600 – 2000 куб.м вода. Предимство е планинския характер на значителна част от територията. Благодарение на това хидропотенциалът, според експертите, достига до 26 млрд. кW часа в средна по отток година. Същевременно технически усвоимият потенциал е в рамките на 57 % от теоретичния и е изчислен на 15 млрд.kW часа. Според прогнозата на Агенцията за енергийна ефективност до 2015 г. производството на ток от ВЕЦ може да достигне 2988 GW часа. Значително по-оптимистична е прогнозата на НЕК. Според нея производството до 2015 г. може да достигне до 3700 GW часа.
Наличният капацитет за развитие на българската хидроенергетика възлиза на около 2800 MW (близо 10 милиарда евро преки инвестиции в страната), усвоявайки предимно базовия отток на реките чрез „руслови, централи на течащи води“ генериращи базова енергия, стабилизираща електроенергийната система на страната.